# RnB alternatif
Genres associés
Pop alternative, pop indépendante
Le RnB alternatif (Alternative RnB) — aussi abrégé en R'n'B alternatif, R&B alternatif — (également appelé alt-R&B, PBR&B, R&B indépendant, hipster R&B, emo R&B, et left-field R&B) est un terme utilisé par les journalistes musicaux pour décrire une alternative stylistique au RnB contemporain,,. Il est considéré comme "plus progressiste et plus diversifié" que son homologue grand public.

## Histoire

### Origines
Le terme « R&B alternatif » a été utilisé par l'industrie musicale à la fin des années 1990 pour promouvoir des artistes neo soul, tels que D'Angelo, Erykah Badu et Maxwell. Il y a eu de nombreuses discussions sur les différents termes de genre, plusieurs critiques décrivant la musique sous la grande catégorie de « R&B alternatif » ou « R&B indie »,. Le terme « hipster R&B » a été couramment utilisé, tout comme le terme « PBR&B » — une combinaison de « PBR » (l'abréviation de Pabst Blue Ribbon, une bière plus récemment associée à la sous-culture hipster) et R&B. La première utilisation de « PBR&B » a été sur Twitter par le rédacteur de Sound of the City Eric Harvey dans un message de 2011,,. Trois ans plus tard, étonné et affligé de la portée du terme – qui était censé être une plaisanterie –, Harvey a écrit un long essai à ce sujet pour Pitchfork. Slate suggère le nom « R-Neg-B », en référence au « negging ». Le genre a parfois été appelé « noir&B »,. Cependant, ces termes sont souvent critiqués pour « classer » les artistes dans la sous-culture hipster et pour être utilisés de manière dérisoire,.